# Плосколист
Плосколист (Pedinophyllum) — рід печіночників родини косогубкових (Plagiochilaceae). Основне поширення: Європа, Азія, Нова Зеландія.

## Опис
Кілька видів мають сильно розрізнене поширення. Листки нелопатеві або з краями або мають 2–4 зубці. Розподіл за статтю автодомний.

## Види
Види:
- Pedinophyllum autoicum (Steph.) Inoue
- Pedinophyllum interruptum (Nees) Kaal.
- Pedinophyllum monoicum (Steph.) Grolle
- Pedinophyllum truncatum (Steph.) Inoue